# 七里街道 (阆中市)
七里街道，是中华人民共和国四川省南充市阆中市下辖的一个乡镇级行政单位。2019年10月，撤销双龙镇，将其所属行政区域划归七里街道管辖。

## 行政区划
七里街道下辖以下地区：
南池社区、长安社区、白塔社区、海棠社区、千鹤社区、长青社区、张公桥社区、鲜于社区、河口社区、孙家垭社区、状元村、梓潼村、大井村、玉河村、马驰村、凌家坝村、大堰村和三台村，双龙场社区、金龟坝村、铧头湾村、连山寺村、珍珠观村、园通庵村、胥家桥村和高观山村。